# Salvador Urrutia
Salvador Pedro Urrutia Cárdenas (Valdivia, 7 de julio de 1942) es un médico y político chileno, exmilitante del PPD y del PRO. Entre 2012 y 2016 fue alcalde de Arica, y anteriormente fue diputado por el distrito N.°1, entre 1994 y 2002.

## Biografía

### Infancia y juventud
Nacido en Valdivia, el 7 de julio de 1942. Cursó sus estudios en el Liceo Valdivia. Posteriormente ingresó a la Universidad de Concepción, graduándose de Médico Cirujano, con especialidad en Oftalmología, y efectuó un postgrado en la Universidad de Chile.
Fue médico en Arica, encargándose del Programa contra la Tuberculosis y el Programa de Salud Rural. También desempeñó diversos cargos como médico de la zona, llegando a ser Presidente del Colegio Médico.

### Carrera política
Dirigió y acompañó férreamente a la Concertación y al PPD en Arica. Es más, fue uno de sus fundadores y dirigente por la opción "NO" en Arica, durante 1988. Más tarde, fue gobernador subrogante de Arica por un tiempo. En 1990 asumió como director del Servicio de Salud de Arica, entre otros cargos.
En 1993 se presentó como candidato a diputado por el PPD por el Distrito N.°1, de Arica, resultando electo en la que sería la mayor votación, nivel de diputados, obtenida en ese distrito, con un 43,03%, equivalente a 35 958 votos. En dicha ocasión, integró las comisiones de Defensa Nacional y Salud.
En 1997, se presentó a la reelección, por el mismo partido y misma distrito, siendo electo, pero sufriendo el mayor desastre electoral de ese distrito, obteniendo un 21,27 equivalente a 13 708 votos, y registrando una caída de 22 puntos porcentuales. En dicha ocasión, integró las comisiones de RR.EE., Asuntos Interparlamentarios, Integración Latinoamericana y Salud.
En 2001, se presenta a la reelección, bajando, pero mucho menos que anteriormente, debiendo conformarse con un 19,21%, equivalente a 13 708 votos. Pudo haber salido, pero la UDI Rosa González Román logró la reelección gracias al sistema binominal. 

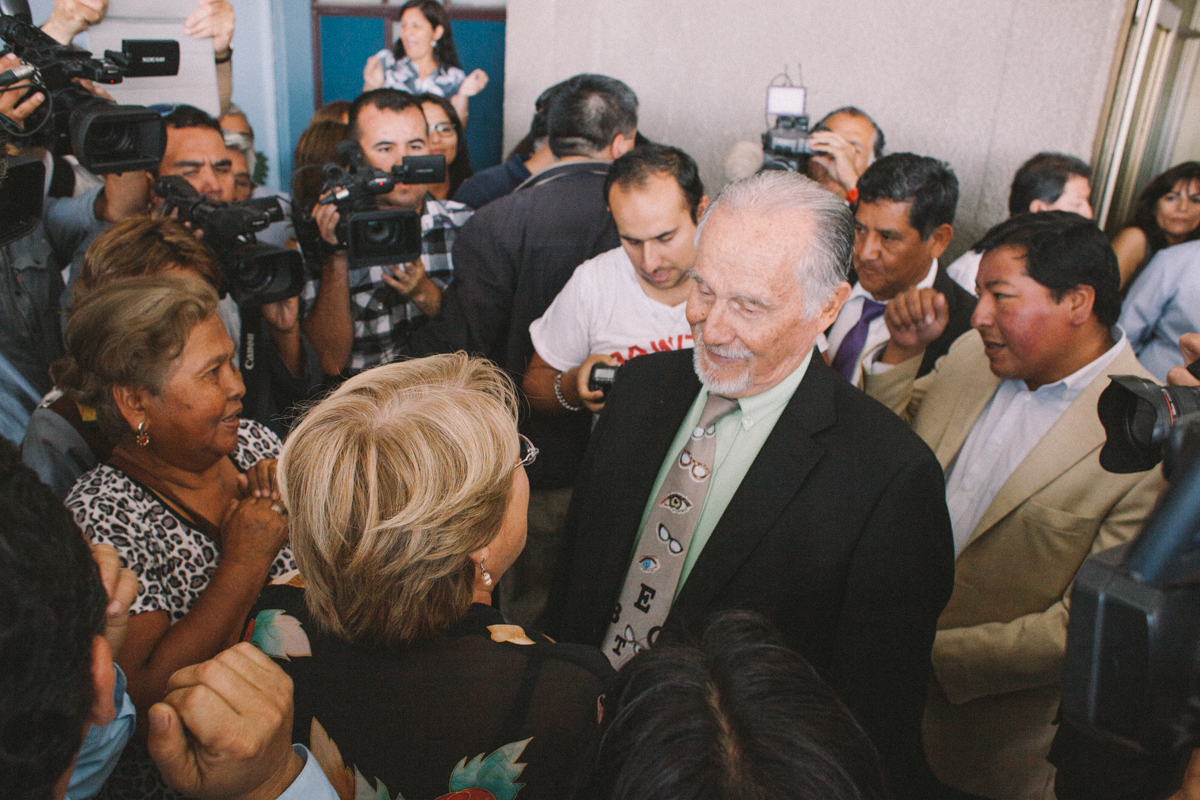
En 2013, Urrutia apoyó públicamente a Michelle Bachelet en la elección presidencial.

Para 2009, anunció su candidatura a senador por la Región de Arica y Parinacota y Región de Tarapacá, por el pacto Fuerza País. Inicialmente, iba a ser compañero de lista del exalcalde iquiqueño, Jorge Soria, pero su candidatura no fue aprobada por el Servel. Obtuvo el segundo lugar, yendo por la Lista D, con un 28,02%, equivalente a 46 023 votos. Cabe destacar que fue primera mayoría en Arica, con una aplastante votación, en contraste con la votación obtenida en 2001. Durante un tiempo se lo dio como ganador, pero el sistema binominal lo perdió frente a Fulvio Rossi. Había renunciado recientemente al PPD. Anteriormente, había sido designado incluso como candidato a senador oficial del PPD. Su cercanía a Soria y a su pacto es notable. Tras conocerse los resultados, hubo mucha molestia entre sus partidarios y se acrecentaron los odios al sistema binominal. Días más tarde, el partido sorista Fuerza País, en conjunto con Salvador Urrutia, hicieron un llamado e interpusieron un recurso de protección al Tricel para repetir la elección de senadores alegando la desaparición de 3000 votos que podrían dar la senaduría a Urrutia.
En 2012 postuló a la alcaldía de Arica representando al Partido Progresista, siendo elegido para el periodo 2012-2016. Si bien en primer momento comento su interés por repostular por un segundo periodo, finalmente decidió no competir en las elecciones municipales de 2016. En noviembre de 2016 renunció a la alcaldía, donde fue reemplazado por el administrador municipal Antony Torres hasta que asuma el nuevo alcalde electo en diciembre; su renuncia ocurrió para presentar una candidatura al Senado en las elecciones parlamentarias de 2017.
Posteriormente dejaría el PRO para sumarse a la Federación Regionalista Verde Social, colaborando para que el partido pueda ser constituido en la Región de Arica y Parinacota durante 2017. Pese a este acercamiento con los regionalistas, terminó aceptando postular por el cupo PPD dentro del pacto Fuerza de Mayoría para la senatorial de 2017.
En la elección del 19 de noviembre del 2017, como candidato independiente PPD, obtuvo cerca del 11% de los votos, siendo derrotado por su compañero de lista José Miguel Insulza.

## Historial electoral

### Elecciones parlamentarias de 1993
- Elecciones parlamentarias de 1993, por el Distrito 1 (Arica, Putre, Camarones y General Lagos)[15]

### Elecciones parlamentarias de 1997
- Elecciones parlamentarias de 1997, por el Distrito 1 (Arica, Putre, Camarones y General Lagos)[16]

### Elecciones parlamentarias de 2001
- Elecciones parlamentarias de 2001, por el Distrito 1 (Arica, Putre, Camarones y General Lagos)[17]

### Elecciones parlamentarias de 2009
- Elecciones parlamentarias de 2009 a Senador por la Circunscripción 1, Región de Tarapacá y Región de Arica y Parinacota (Alto Hospicio, Arica, Camarones, Camiña, Colchane, General Lagos, Huara, Iquique, Pica, Pozo Almonte y Putre).[18]

### Elecciones municipales de 2012
- Elecciones municipales de 2012, para Alcalde de Arica.[19]

### Elecciones parlamentarias de 2017
- Elecciones parlamentarias de 2017, para senador por la 1° Circunscripción, Región de Arica y Parinacota (Arica,  Camarones, General Lagos, Putre)[20]

### Elecciones de consejeros constitucionales de 2023
- Elecciones de consejeros constitucionales de 2023, por la Región de Arica y Parinacota[21]